# Sprachproduktion
Die Sprachproduktion umfasst in der Psycholinguistik die kognitiven Prozesse, die bei der Planung und Artikulation von gesprochener, geschriebener und gebärdeter Sprache involviert sind; dies umfasst sowohl einzelne Wörter, als auch Sätze und Dialoge. Mit der Sprachproduktion beschäftigen sich die Disziplinen Psycholinguistik, Phonetik, Neurolinguistik und Neurophonetik. Die Sprachproduktion ist jedoch weit weniger erforscht als das Sprachverstehen. Die Gründe liegen in den methodischen Schwierigkeiten: Die Prozesse der Sprachproduktion sind erst durch die neueren Methoden der Gehirnbeobachtung beobachtbar (vor allem EEG, MEG, fMRI). Klassischerweise wird die Sprachproduktion analysiert durch die Betrachtung von Sprachstörungen (insbesondere Aphasien), von Versprechern und von Verzögerungsphänomenen.
Nach Willem Levelt (1989) werden vier verschiedene Phasen des Sprachproduktionsprozesses unterschieden: Konzeptualisierung, Formulierung, Artikulation und Selbst-Überwachung (englisch self-monitoring). Zu Beginn überlegt sich der Sprecher, welche Nachricht übermittelt werden soll; daraus wird in einem nächsten Schritt ein grammatischer Plan erstellt (Zugriff auf das Mentale Lexikon: Wörter und Phrasen werden ausgewählt und angeordnet, die phonologische Form der Wörter wird aktiviert), der im dritten Schritt von den Muskeln des Artikulationsapparates ausgeführt wird. Außerdem wird das Gesagte überwacht, um sicherzustellen, dass auch das gesagt wurde, was beabsichtigt war.
Für die Wortproduktion fasst Indefrey (2011) die neurolinguistischen Ergebnisse zu den relevanten Stadien folgendermaßen zusammen und versucht auch eine Bestimmung der zeitlichen Abschnitte (in Millisekunden):

„Stadien der Wortproduktion
- Konzeptuelle Planung (0–200+ms)
- Lemmaauswahl (∼200–275 ms)
- Wortformsuche (∼275–355 ms)
- phonologische Enkodierung (∼355–455 ms)
- phonetische Enkodierung (∼455–600 ms)
- Artikulation (600 ms+)“